# Новий музей акрополя
Новий музей акрополя був закладений в Афінах на вул. Діонісія Ареопагіта 22 грудня 2007 року, та офіційно відкритий 20 червня 2009 року. Очільником Організації зі створення Музею став професор археології Фессалонікійського університету Аристотеля Дімітріос Пандермаліс. Проєкт музею був виконаний швейцарським архітектором Бернаром Чумі.

## Історія
Попередній та фактично перший музей Афінського акрополя був споруджений 1874 року. Низка досліджень, що змінювали одне одне з початку 19 впродовж двох століть, виявили безліч артефактів, які набагато перевищили передбачену ємність існуючої будівлі. Додатковий стимул для будівництва нового музею полягав у тому, що коли Греція розпочала переговори із Британським парламентом щодо повернення мармурових скульптур Парфенона, вивезених лордом Елгіном, одним з контраргументів британської сторони стало те, що Греція не має необхідних умов для експозиції, а тим паче для збереження старожитностей. Умова створення галереї для представлення мармурових скульптур, які б могли бути повернені Британським музеєм, стала ключовою при прийнятті рішення щодо долі Нового музею.

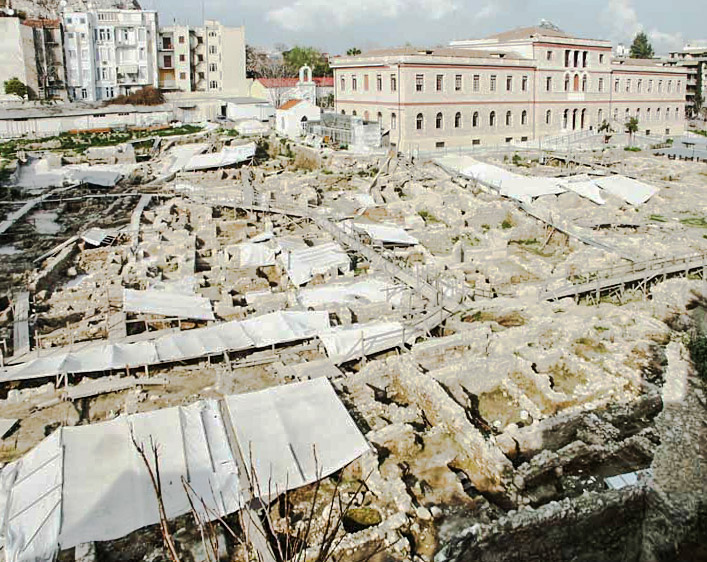
Ділянка до будівництва — залишки прадавнього міста

Перший конкурс для архітекторів відбувався ще 1976 року і був обмежений участю виключно грецьких архітекторів. Втім ані конкурс 1976 року, ані другий конкурс, проведений 1979 року, не дав жодних результатів, головним чином тому, що земельна ділянка, призначена для планування конструкції була визнана непридатною.
В 1989 році відбувся третій, цього разу міжнародний конкурс проєктів Нового музею, також на вибір були представлені три земельні відводи. Конкурс виграли італійські архітектори Ніколетті та Пассареллі. Після паузи 1990-х років будівництво музею все ж було розпочате. Однак викопуючи котлован під фундамент будівлі, будівельники наштовхнулись на археологічні знахідки, що призвело до скасування урядом Греції результатів конкурсу у 1999 році.
У четвертому конкурсі не було запропоновано жодного проєкту, який би дозволив не порушити старожитностей. Ці умови допрацьовувались пізніше із залученням грецьких та закордонних фахівців. Зрештою новий план у співпраці з грецьким архітектором Міхалісом Фотіадісом був скоригований таким чином, що уся конструкція будівлі мала підтримуватись колонами над археологічним знахідками, не пошкоджуючи їх, а також здобувала вищий ступінь захищеності від землетрусів.
Коли будівельні роботи наблизились до завершення, 14 жовтня 2007 року було розпочате перевезення артефактів зі старого музею, розташованого біля підніжжя пагорба Акрополіс у новий музей. Хоча відстань між новим та старим музеєм склала близько 400 м, для виконання операцій були задіяні три гігантські піднімальні крани.
20 червня 2010 року музей відзначив першу свою річницю відкриттям першої пересувної виставки, присвяченої Периклу. Експозиція включила таблички із мармуровими написами, монети та інші артефакти, які ілюструють період історії Стародавніх Афін, відомий як Золота доба Перикла. Загалом за перший рік музей відвідали 2 010 641 осіб.
В січні 2011 року прийняте рішення змінити режим роботи музею: відтепер щоп'ятниці він працюватиме до 10 години вечора, аби відвідувачі могли також споглядати нічне світлове шоу на Акрополі.

## Нагороди
7 листопада 2010 року Музей Акрополя отримав премію Британської гільдії подорожуючих письменників (англ. British Guild of Travel Writers) як Найкращий туристичний проєкт у світі у 2010 році. Нагороду отримав держсекретар з питань культури і туризму Георгіос Нікітіадіс в Лондоні.

## Обрані експонати

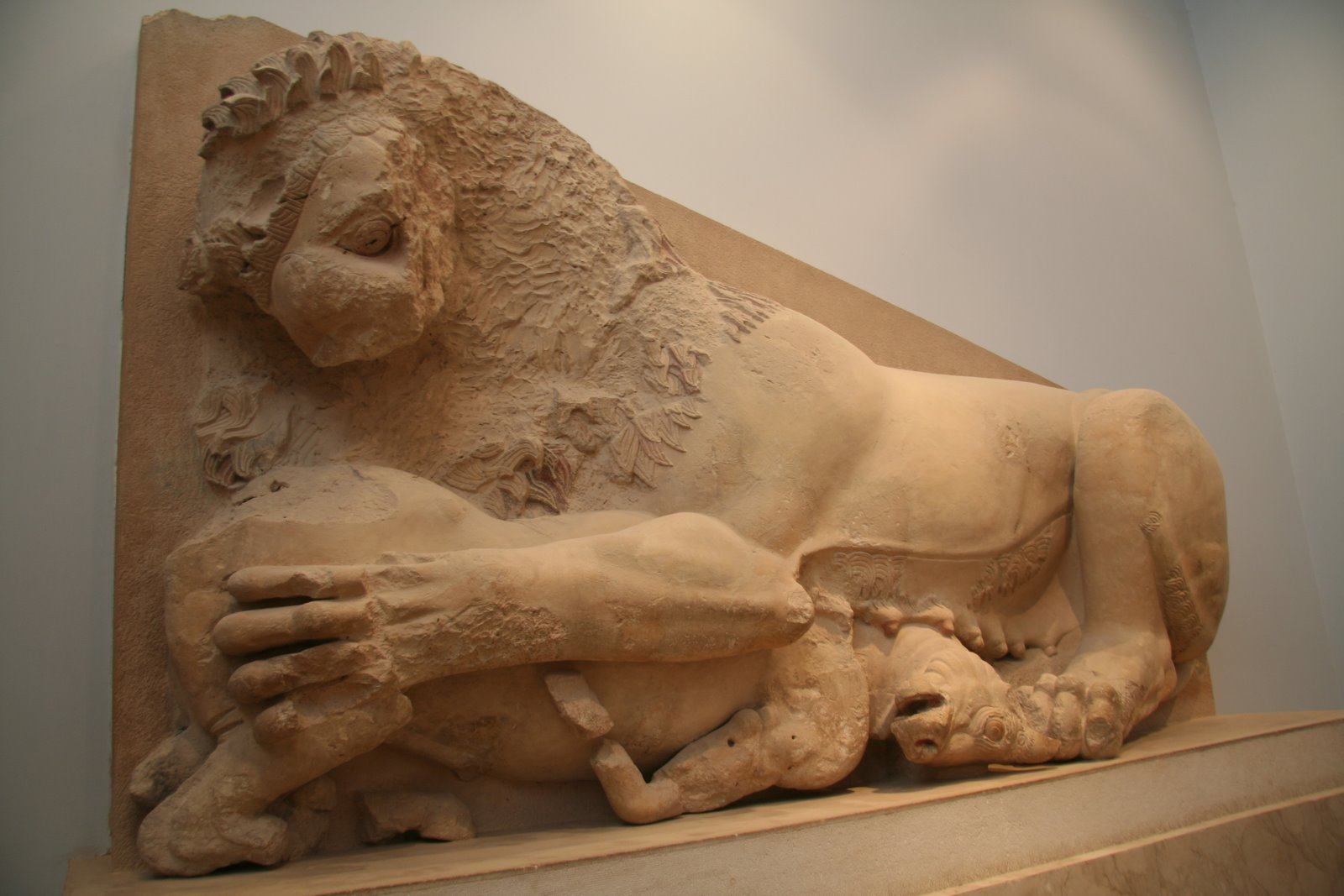
Центральна метопа фронтону Гекатомпедона
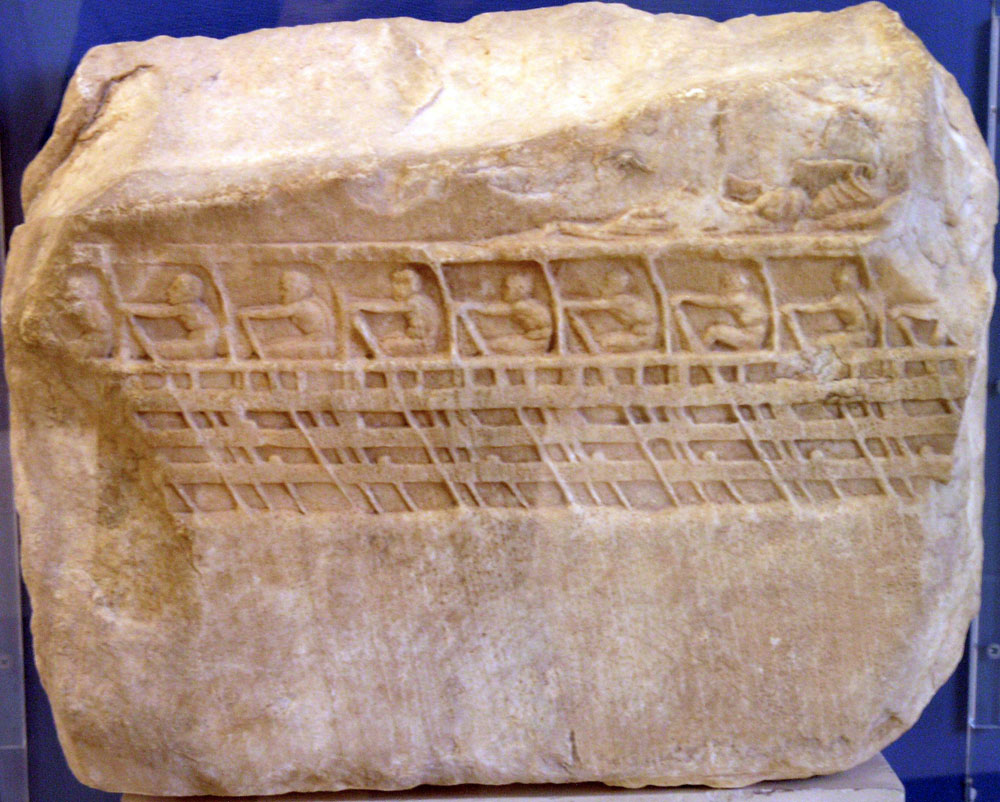
Рельєф Ленорман із зображенням трієри
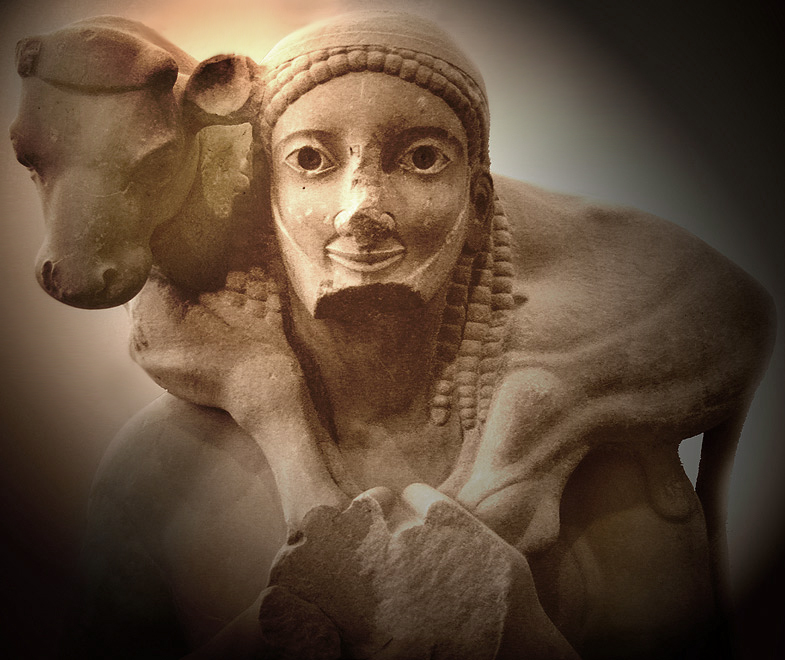
Мосхофор
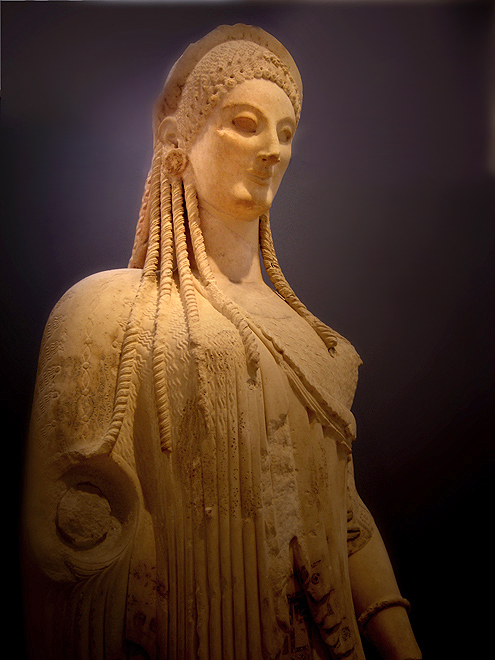
Кора 682
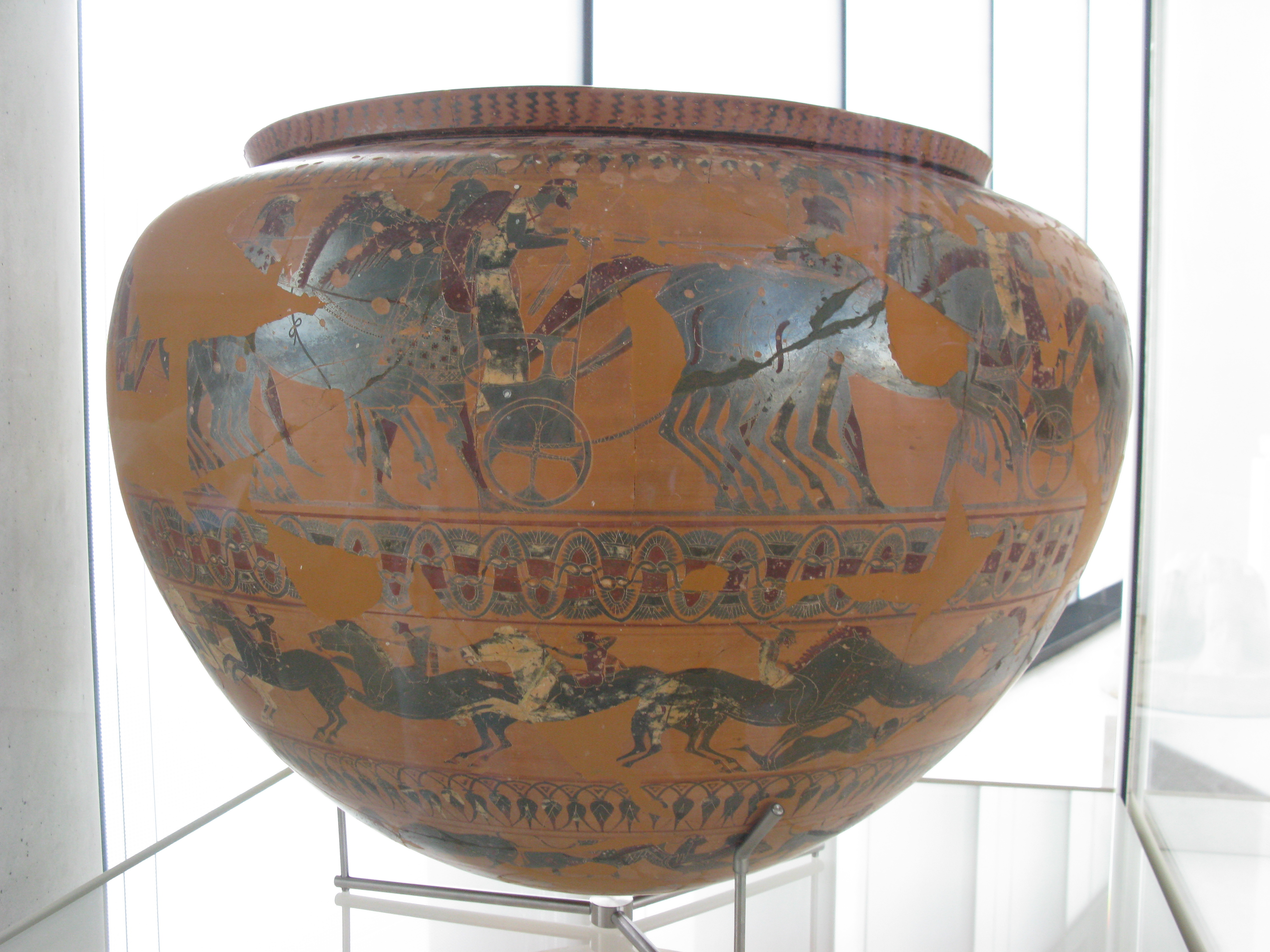
Чорнофігурний дінос — іменна ваза Афінського вазописця
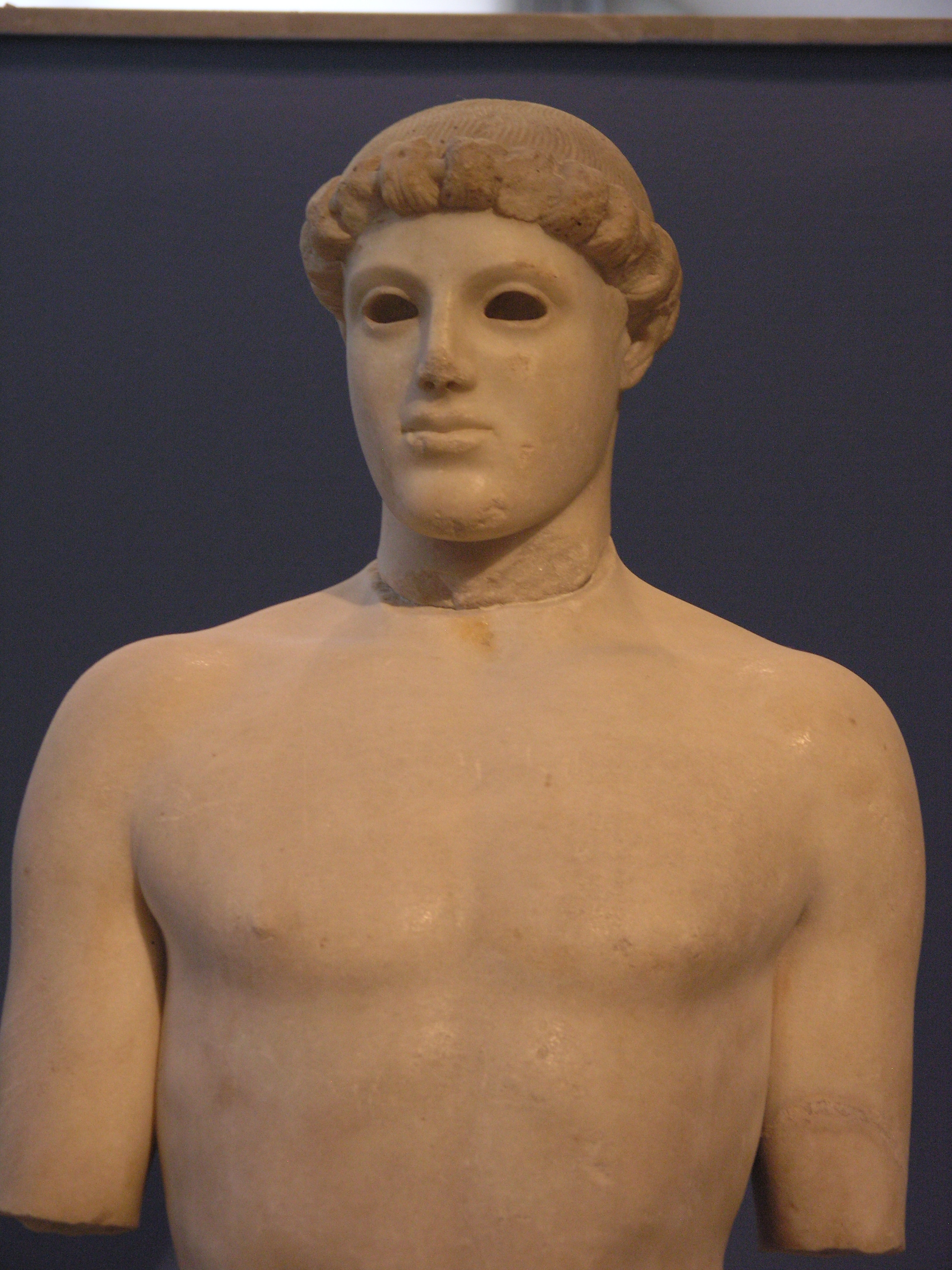
Критський хлопчик